# Maëlle (cantante)
Maëlle Pistoia, conocida como Maëlle, (Tournus, 4 de enero de 2001) es una cantante francesa. Es la ganadora de la séptima edición de La Voz (The Voice : La Plus Belle Voix, Francia, 2018) con más del 55 % de los votos frente a los otros tres candidatos.
En abril de 2019, lanzó su premier single, titulado Toutes les machines ont du cœur, y en noviembre del mismo año su primer álbum, titulado Maëlle.

## Biografía
Nacida el 4 de enero de 2001, Maëlle Pistoia es originaria de Tournus, en el departamento de Saona-y-Loira, en Borgoña Tiene dos hermanas mayores y una menor. En su infancia, estudió piano.

### La Voz(Francia, 2018)
Su carrera musical arrancó en 2017 cuando se inscribió al casting del concurso de televisión The Voice : La Plus Belle Voix (Francia) enviando su vídeo.
Para su audición a ciegas, interpretó Toi et moi de Guillaume Grand. Tres de las cuatro jurados, Florent Pagny, Zazie y Mika, se dieron la vuelta. Eligió a Zazie como coach. Para las audiciones finales, cantó Wicked Game de Chris Isaak. 
En cuanto a las batallas, fue elegida por Zazie frente a Gulaan con la canción Frágil de Sting. En la primera eliminatoria cantó Everybody's Got to Learn Sometime de Korgis y fue salvada por el público. En los cuartos de final, cantó de London Grammar y fue salvada por el público.
En la semifinal, cantó Diego libre dans sa tête de France Gall y fue escogida por el público frente a B. Demi Mondaine para la final.
El 12 de mayo de 2018, durante la final, interpretó primero Sign of the Times de Harry Styles, después Voy de Vianney en dúo con Vianney y por último Estarás-callado allí de Michel Berger en dúo con Zazie Obtiene el 55,3 % de los votos en la final, convirtiéndose en la primera mujer, con diecisiete años, más joven en optar al premio tele-gancho de TF1 desde su creación.
El 14 de julio de 2018, en Louhans, dio su primer concierto en público.

### Primer single y primer álbum (2019)
El 5 de abril de 2019 sacó su primer single titulado Toutes les machines ont un cœur. Fue compuesto por Calogero a partir de un texto escrito por Zazie; la grabación fue producida por Calogero. Tres días antes los exámenes de la selectividad (rama Ciencias sociales y economía), estuvo en Barcelona grabando el clip de esta canción. Realizado por Nur Casadevall, fue difundido en YouTube el 29 de julio.
El 5 de septiembre de 2019, lanza el sencillo L'Effet de masse.
El 6 de septiembre, saca en Youtube un clip para una versión en directo de un nuevo extracto de su próximo álbum, la canción L'Effet de masse. Esta canción entra en la lista de los singles más descargados en Francia (semana del 13 de septiembre) en la posición 68.
El 23 de septiembre, saca en Youtube un clip de otro nuevo extracto de su próximo álbum, la canción Le Pianiste des gares.
A finales de septiembre, Maëlle es nominada a los NRJ Music Awards 2019 en la categoría «Revelación francófona del año».
El 4 de octubre de 2019, lanza un vídeo en Youtube con la canción Sur un coup de tête, que entra en la lista de los singles más descargados en Francia (semana del 11 de octubre) en la posición 73.
El 22 de noviembre de 2019, publica su primer álbum, titulado simplemente Maëlle. Todo el álbum fue compuesto y producido por Calogero.
A finales de 2019, canta Ce n'est rien en dúo con Julien Clerc, en la televisión (réveillon télé en chansons de Francia 2) .
El mismo año, en directo en Le Grand Studio, interpreta la canciónThe HA Team de Ed Sheeran.
En enero de 2020, se une a la compañía de Les Enfoirés excepto en 2021.
El 11 de febrero de 2020, lanza su single L’Effet de masse.
En 2020, es nominada a las Victorias de la música, en la categoría Álbum Revelación.
En 2021, Maëlle asiste a Zazie como coach en la temporada All Stars de The Voice.[cita requerida]

## Discografía

### Álbumes
| Álbum                                                                               | Mejor posición | Mejor posición     | Mejor posición  | Mejor posición |
| Álbum                                                                               | Francia        | Francia (físicios) | Bélgica Valonia | Suiza rom.     |
| ----------------------------------------------------------------------------------- | -------------- | ------------------ | --------------- | -------------- |
| Maëlle - Lanzamiento : 22 de noviembre de 2019 - Discográfica : Mercury Music Group | 19             | 19                 | 20              | 10             |

| 2019: Maëlle (Mercure Music Group) |
| --- |
| 1. Toutes les machines ont un cœur 2. Le mot d'absence 3. Le pianiste des gares 4. L'effet de masse 5. Je t'aime comme je t'aime 6. SOS 7. Sur un coup de tête 8. Si 9. Tu l'as fait 10. You Go 11. La marque |

### Singles
| N.º | Título                          | Año  | Mejor posición | Mejor posición      | Mejor posición  | Mejor posición | Certificaciones | Álbum  |
| N.º | Título                          | Año  | Francia        | Francia (descargas) | Bélgica Valonia | Suiza rom.     | Certificaciones | Álbum  |
| --- | ------------------------------- | ---- | -------------- | ------------------- | --------------- | -------------- | --------------- | ------ |
| 1   | Toutes les machines ont un cœur | 2019 | 148            | 20                  | Tip:17          | 12             | SNEP: or        | Maëlle |

### Otras canciones clasificadas
| Título              | Año  | Mejor posición     | Álbum  |
| Título              | Año  | Francia(descargas) | Álbum  |
| ------------------- | ---- | ------------------ | ------ |
| Le Mot d'absence    | 2019 | 90                 | Maëlle |
| L'Effet de masse    | 2019 | 68                 | Maëlle |
| Sur un coup de tête | 2019 | 75                 | Maëlle |

## Premios

### NRJ Music Awards
| Año  | Trabajo nominado | Premio                        | Resultado  |
| ---- | ---------------- | ----------------------------- | ---------- |
| 2019 | Maëlle           | Revelación francófona del año | Nominación |

### Victoria de la música
| Año  | Trabajo nominado | Premio           | Resultado  |
| ---- | ---------------- | ---------------- | ---------- |
| 2020 | Maëlle           | Álbum revelación | Nominación |